# Milligan's School
Milligan's School, född 20 april 2013 i Zanesville i Ohio, är en amerikansk varmblodig travhäst. Han tränas av sin ägare Stefan Melander och körs oftast av Ulf Eriksson. Hans skötare är Catarina Lundström.
Milligan's School började tävla i juni 2015. Han har till februari 2022 sprungit in 17,6 miljoner kronor på 125 starter varav 32 segrar, 19 andraplatser och 10 tredjeplatser. Han har tagit karriärens hittills största segrar i Sundsvall Open Trot (2018, 2020), UET Trotting Masters (2018), Gulddivisionens final (mars 2019), Jämtlands Stora Pris (2019), Årjängs Stora Sprinterlopp (2020), Åby Stora Pris (2021) och Bergsåker Winter Trot (2022). Han har även kommit på andraplats i Harry M. Zweig Memorial (2016), Norrlands Grand Prix (2017), Lyon Grand Prix (2018), Jubileumspokalen (2018), Copenhagen Cup (2020) och Åby Stora Pris (2019).
När han segrade i Åby Stora Pris 2021 gjorde han detta på tiden 1.11,9 vilket var nytt världsrekordet över distansen 3140 meter autostart.

## Karriär

### Tiden i Nordamerika
Milligan's School inledde karriären i Nordamerika hos tränare Julie Miller. Han debuterade som tvååring i ett lopp den 28 juni 2015 på Meadowlands Racetrack, körd av Andy Miller. Första segern kom i den andra starten den 7 juli 2015, före bland andra Dice Man med Åke Svanstedt. Den 31 juli 2015 segrade han i ett uttagningslopp till världens största tvååringslopp Peter Haughton Memorial. Finalen gick av stapeln den 8 augusti under Hambletoniandagen på Meadowlands. Han slutade oplacerad i finalen. Under hösten 2015 kom han bland annat femma i Breeders Crown-finalen och trea i Valley Victory Trot-finalen. Han tävlade även hela 2016 i Nordamerika. Han deltog bland annat i världens största unghästlopp Hambletonian Stakes, där han kom på sjätteplats.

### Tiden i Sverige

#### 2017
Inför säsongen 2017 importerades Milligan's School till Sverige av sin ägare Stefan Melander som ville ha honom i sin egen träning. Första starten på svensk mark gjordes den 19 april 2017 på Solvalla. I loppet kördes han av Melander själv, och de slutade tvåa bakom den dittills nästan obesegrade Makethemark. Han tog första segern på svensk mark i den andra starten den 17 maj 2017, också på Solvalla. Under Elitloppshelgen 2017 startade han i Fyraåringseliten tillsammans med den legendariske kusken John Campbell, men diskvalificerades i loppet för att ha galopperat.

#### 2018
Sedan 2018 är Ulf Eriksson hans ordinarie kusk. Samma år fick Milligan's School sitt stora genombrott i Sverige, efter flera bra prestationer i lopp för den högsta eliten. Totalt sprang han in 4,3 miljoner kronor på 17 starter under året, vilket gör detta till hans bästa säsong.
Den 12 maj 2018 tog han en andraplats i Lyon Grand Prix. Därefter segrade han i ett Gulddivisionslopp den 2 juni 2018 på Mantorp, vilket också var hans första V75-seger. Den 14 augusti 2018 kom han på andraplats i Jubileumspokalen, en längd efter vinnande Makethemark. Den 25 augusti 2018 segrade han i Sundsvall Open Trot på Bergsåker, före bland andra Readly Express och Heavy Sound. Med 1 miljon kronor i förstapris blev segern hans dittills största. Den 16 september 2018 skar han mållinjen som tvåa i UET Trotting Masters-finalen, slagen med en halv längd av Propulsion. Första pris i loppet var 2 miljoner kronor. I efterhand fråntogs Propulsion segern (liksom alla sina andra resultat på svensk mark) då det 2020 framkom att han varit nervsnittad i sina hovar och inte varit startberättigad. Därmed tillföll segern i Masters-finalen 2018 istället Milligan's School.

#### 2019
Milligan's School årsdebuterade med en tredjeplats i Gulddivisionen den 16 mars 2019 på Mantorp. I årets andra start, den 30 mars 2019, segrade han i Gulddivisionens final och fick efter det en inbjudan till Olympiatravet, där han sedan blev oplacerad efter att ha startgalopperat. Den 19 maj 2019 blev han som sista häst inbjuden till årets upplaga av Elitloppet, som kördes den 26 maj på Solvalla. Han startade i det andra försöksloppet där han ställdes mot hästar som Aubrion du Gers, Propulsion och Dijon. Han kom femma i försöket, och kvalificerade sig därmed inte bland de fyra som gick vidare till final. Femteplatsen omvandlades 2020 till en fjärdeplats efter att Propulsions resultat strukits.
Första start efter Elitloppet blev den 8 juni 2019 på Östersundstravet, där han startade i Jämtlands Stora Pris som han vann före Double Exposure. I loppet kördes han av Carl Johan Jepson eftersom ordinarie Ulf Eriksson var avstängd denna tävlingsdag. Han tog sin andra raka seger den 22 juni 2019 i Midsommarloppet, där han övertog ledningen av Elian Web och sedan segrade med hela upploppet. Efter loppet hyllades han av kusken Eriksson som påtalade att detta är den klart bästa häst han kört.
Han kom på tredjeplats i Åby Stora Pris den 10 augusti 2019, vilket var hans debut över 3140 meter. För insatsen fick han en halv miljon kronor och han kom därmed att passera 10 miljoner kronor insprunget på karriärens dittills 76 starter. Tredjeplatsen omvandlades 2020 till en andraplats sedan Propulsions resultat strukits. Han belönades därmed med ytterligare en halv miljon i prispengar.
Under vintern 2019 gick han återigen in i storform. Han tog två raka segrar i Gulddivisionen, först den 9 november i Smedträffen och sedan den 30 november i Gävle Stora Pris. I det sistnämnda loppet satte han också nytt banrekord på Gävletravet med segertiden 1.14,0 över 3140 meter. Efter framgångarna på längre distanser började han diskuteras som en kandidat till att delta och kunna utmana i Prix d'Amérique. Tränare Melander bekräftade att franska vintermeetinget och planer på att starta i Prix d'Amérique finns i tankarna. Han tog tredje raka segern den 17 december 2019 i Gösta Nordins Lopp.

#### 2020
Milligan's Schools framgångar fortsatte under 2020. Han kom på andraplats i Copenhagen Cup den 17 maj 2020, vilket är det största travloppet i Danmark. Han segrade därefter i Midsommarloppet för andra året i rad den 26 juni 2020. Årets första storloppsseger tog han i Årjängs Stora Sprinterlopp den 11 juli 2020 där han ledde från start till mål. Han segrade även i Sundsvall Open Trot den 29 augusti 2020, ett lopp som han vann för andra gången i karriären.

#### 2021
Den 26 juni 2021 segrade han i Midsommarloppet för tredje året i rad. Den 14 augusti 2021 segrade Milligan's School i Åby Stora Pris. Han segrade på tiden 1.11,9 vilket var nytt världsrekordet över distansen 3140 meter autostart.

#### 2022
Milligan's School årsdebuterade i Gävle Stora Pris den 15 januari 2022. Han kom på andraplats i loppet, slagen med en hals av Global Adventure. Årsdebuten följdes upp med en femteplats i Gulddivisionens final den 5 februari 2022. Årets första seger kom i den tredje starten den 19 februari 2022 då han segrade i den första upplagan av det nya storloppet Bergsåker Winter Trot med en halv miljon till vinnaren.

## Statistik
| Statistik för Milligan's School (Ref.) | Statistik för Milligan's School (Ref.) | Statistik för Milligan's School (Ref.) | Statistik för Milligan's School (Ref.) | Statistik för Milligan's School (Ref.) | Statistik för Milligan's School (Ref.) |
| -------------------------------------- | -------------------------------------- | -------------------------------------- | -------------------------------------- | -------------------------------------- | -------------------------------------- |
| Starter                                | Placeringar                            | Startprissumma                         | Segerprocent                           | Platsprocent                           | Rekord                                 |
| 125                                    | 32-19-10                               | 17 601 591 kr                          | 26 %                                   | 49 %                                   | 09,9ak, 09,8aak, 10,1am, 11,6al        |

### Löpningsrekord
| Datum            | Bana        | Lopp                       | Tid    | Distans | Startmetod           | Kusk          |
| ---------------- | ----------- | -------------------------- | ------ | ------- | -------------------- | ------------- |
| 6 augusti 2016   | Meadowlands | Hambletonian Stakes        | 1.09,9 | 1 609 m | amerikansk autostart | Andy Miller   |
| 11 juli 2020     | Årjäng      | Årjängs Stora Sprinterlopp | 1.09,8 | 1 640 m | autostart            | Ulf Eriksson  |
| 25 augusti 2018  | Bergsåker   | Sundsvall Open Trot        | 1.10,1 | 2 140 m | autostart            | Ulf Eriksson  |
| 24 juli 2021     | Axevalla    | Axevallalöpning            | 1.11,6 | 2 640 m | autostart            | Ulf Eriksson  |
| 7 september 2019 | Vincennes   | UET Trotting Masters       | 1.12,1 | 2 700 m | autostart            | David Thomain |
| 14 augusti 2021  | Åby         | Åby Stora Pris             | 1.11,9 | 3 140 m | autostart            | Ulf Eriksson  |